# Salvador Aulèstia i Vàzquez

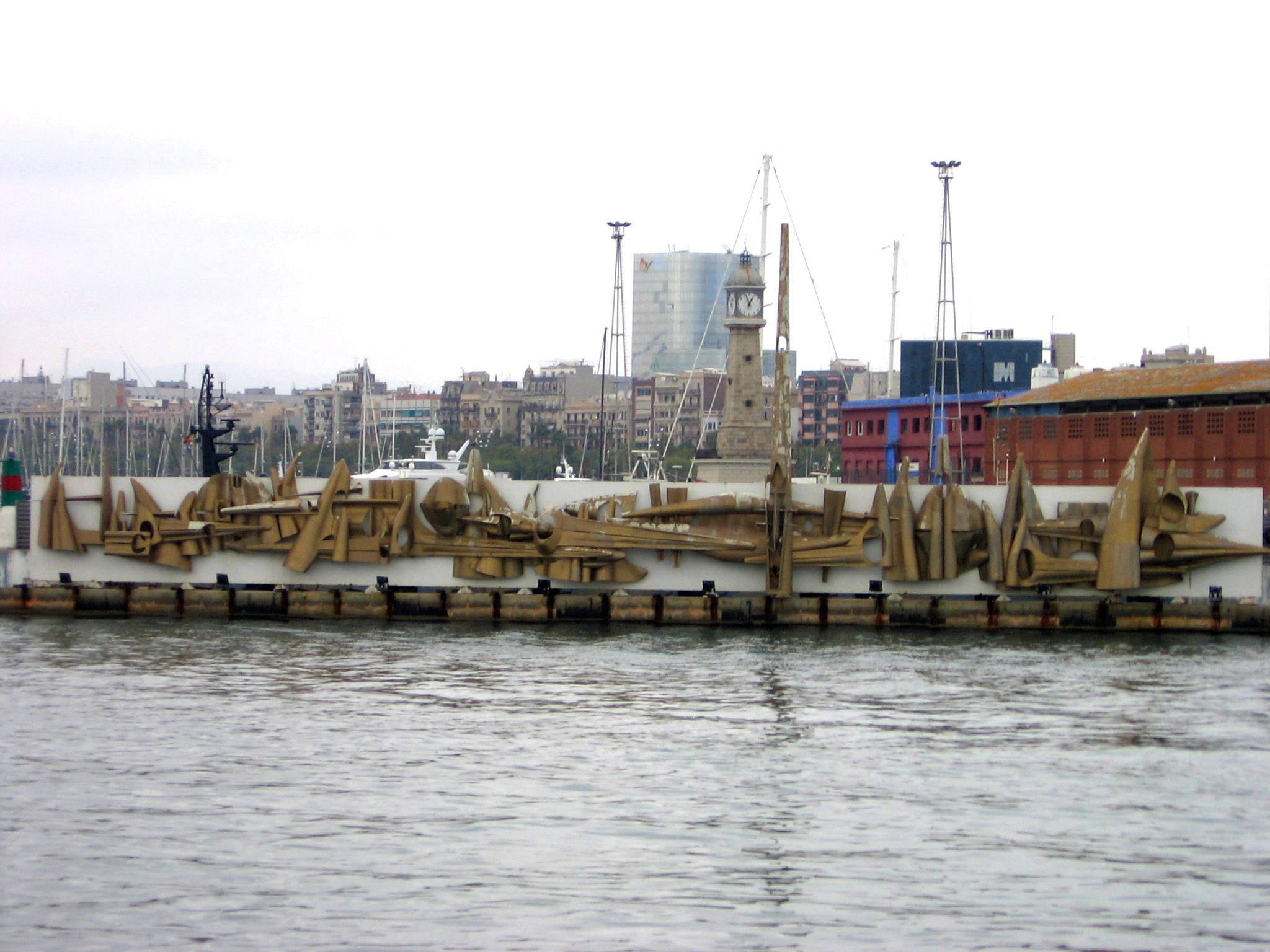
Sideroploide, Ferroestructura núm. 5, o Als homes de la mar

Salvador Aulèstia i Vàzquez (Barcelona, 13 de novembre de 1915 - Milà, 3 de juny de 1994) fou un escultor, pintor, dibuixant i escriptor català.
Conreà un expressionisme plàstic amb certa tendència a l'abstracció, passant per l’abstracció figurativa i surrealista, el fauvisme, el postcubisme, l'expressionisme..., fins que fundà el seu propi estil, l'art apotelesmàtic, recollit al «Manifest de l’art apotelesmàtic» de l’any 1963.

## Biografia
Salvador Aulèstia va néixer i créixer fins a l'edat de tres anys al carrer Nàpols i Consell de Cent, a Barcelona. Es va traslladar a viure al Camp d’en Grassot (llavors considerat la perifèria de Barcelona). El seu pare fou un soldat.
Als sis anys, els seus dibuixos ja gaudien d’una claredat i síntesi significatives. Als vuit anys ja va començar a desenvolupar el seu gust per l'esoterisme, ja que va assistir a la conferència d’una important biblioteca privada sobre esoterisme i màgia. Va canviar novament la seva residència al carrer Roger de Flor (Gràcia), també va canviar d’escoles en diverses ocasions, i es va inscriure finalment a les Escoles Pies.
A l’any 1931 va accedir a un seminari, que es va cancel·lar al 1936 per la Guerra Civil espanyola, però Aulèstia mai deixà de banda la seva passió artística. Al 1935, coneix a Garcia Lorca en un sopar, del que en dibuixà un esbós que utilitzà posteriorment per elaborar un retrat. En començar la guerra, va participar en batalles (com a militant del PSOE) i fou finalment empresonat fins a l’any 1940, moment en què tornar a Barcelona i s'inscriu a la Escola d'Arts i Oficis de Barcelona.
La seva carrera artística continuà i s’enlairà arran d’una sèrie d’exposicions. Exposà al I Saló d'Octubre (1948), i des de llavors va obtenir el reconeixement internacional amb exposicions a Roma (Itàlia), als Estats Units dels anys cinquanta i seixanta, i al Palazzo Reale de Milà (Itàlia). Va tenir una exposició individual a la XXXIV Biennal de Venècia. Es va traslladar a Milà de manera definitiva l’any 1972 després d’alguns contactes previs, lloc on va produir la major part de la seva col·lecció artística i va publicar diversos llibres fins a la seva mort l’any 1994.

## Obres destacades
Entre les seves obres destaquen el Sideroploide, una escultura de ferro de 65 metres de longitud i 17 metres d’alt, al port de Barcelona (1960-1963) i la sèrie d'escultures-mobles (1965).
L'exemplar original d’algunes de les il·lustracions que acompanyen el seu llibre original Tauromaquia (1953), es troben al Fons Municipal del Museu Abelló de Mollet del Vallès, així com altres il·lustracions, autoretrats i pintures a l’oli.

## Producció literària
- El Embarcadero de las emociones (1948)

- Tauromaquia (1953)

- La mano lenguaje desconocido (1954)

- El enigma de su personalidad (1955)
- Discurso poemita sobre la fiesta de los toros (1957)
- La fiesta de los toros (1967)
- Il teraphim (1975)
- La magia del calcio (1982). Premi Chiavari al millor llibre d’esport del 1982. Amb pròleg de Juan Antonio Samaranch.
- La boxe, rito di affrontamento con i pugni sul ring (1984)